# Antialkidas
Antialkidas (gr. Αντιαλκίδας) – król Indo-Greków, panujący ok. 110–100 p.n.e. przypuszczalnie na obszarze Paropamisady i Arachozji. Był następcą Lyzjasza, co potwierdza używanie przez niego na monetach takiego samego monogramu.
Wysłał poselstwo pod przewodnictwem bliżej nieznanego Heliodorosa syna Diona na dwór króla Bhagabhadry w Besnagarze w środkowych Indiach. Poselstwo znane jest z ufundowanej przez Heliodorosa w Besnagarze kolumny ku czci Wisznu, dowodzącej jednocześnie silnego zakorzenienia Indo-Greków w kulturze i religii indyjskiej. Szczegóły poselstwa pozostają nieznane, być może było ono związane z szukaniem sojuszników w rozgrywce politycznej przeciw panującemu w Gandharze i zachodnim Pendżabie Helioklesowi II.